# Kościelniki (Kłodzko)

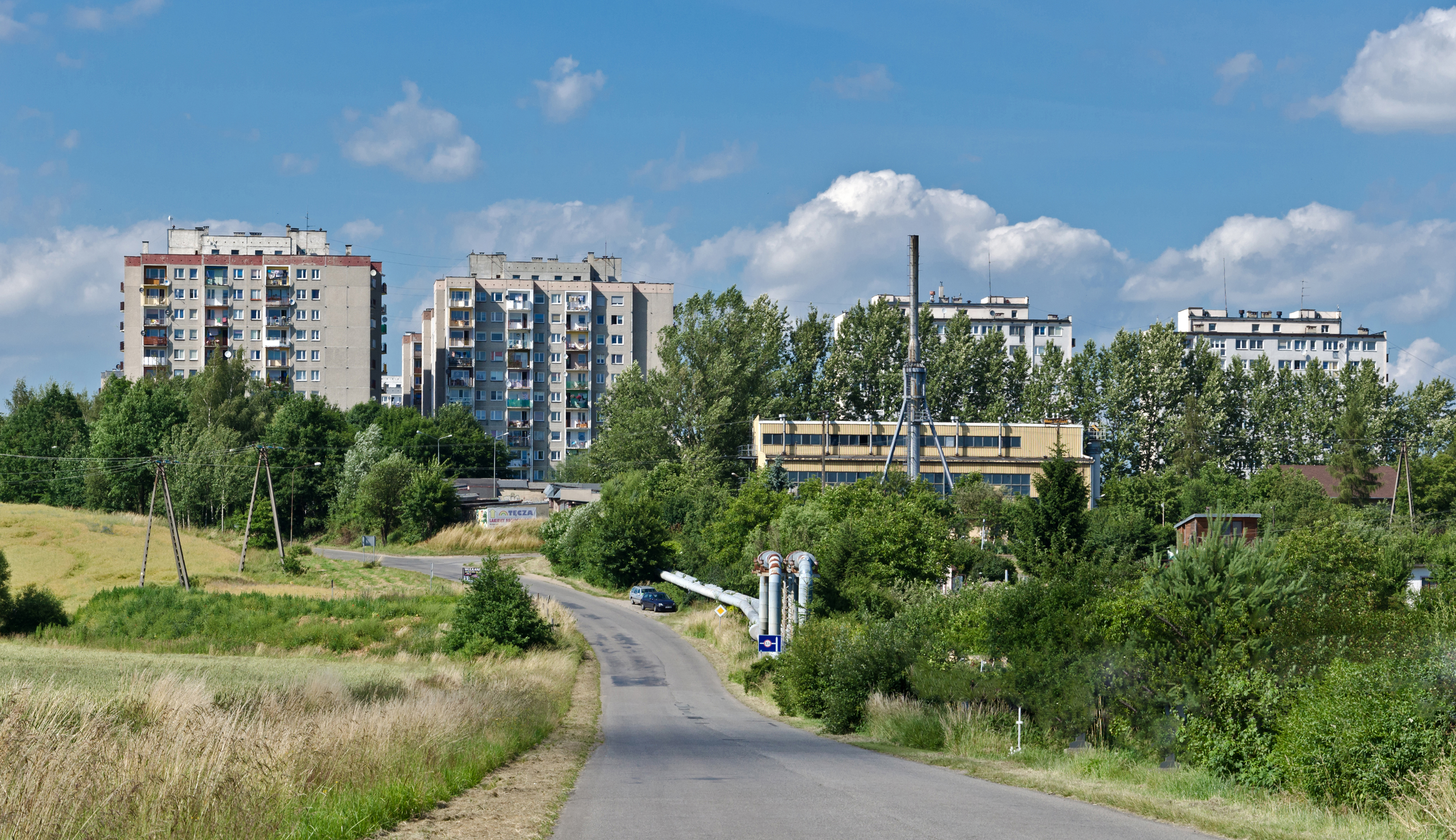
ul. Letnia (do 2018 r. część ul. Objazdowej)

Kościelniki (inaczej zwane Książówka, niem.: Komturhof) – historyczna dzielnica Kłodzka, znajdująca się w zachodniej części miasta, założona w czasach średniowiecza.

## Położenie

### Położenie geograficzne
Kościelniki leżą w zachodniej części Kłodzka. Graniczą z: Szalejowem Dolnym na zachodzie, Zagórzem na południu, osiedlem im. Kruczkowskiego na wschodzie, Leszczynami na północy. Od centrum miasta oddalone jest o ok. 2,5 km.

### Warunki naturalne
Dzielnica położona jest na wysokości 320–340 m n.p.m. na południowym zachodzie od centrum miasta. Obszar ten jest luźno zabudowany, a wokół istniejących budynków ciągną się duże obszary łąk i pól, które są lekko nachylone ku Dolinie Nysy Kłodzkiej.

## Historia
| 1413 | Comthurs Vorwerk |
| 1816 | Komturhof        |
| 1945 | Kościelniki      |
| 1965 | PGR Książówka    |
| 1990 | Kościelniki      |

Kościelniki należą do jednych z najstarszych folwarków związanych z Kłodzkiem. Powstały prawdopodobnie już w 1. połowie XII wieku jako własność komtura i komandorii joannitów. Jednak nie można wykluczyć teorii, że mogły one istnieć dużo wcześniej, to jest przed 1183 rokiem, czyli czasem, kiedy do Kłodzka sprowadzono zakon joannitów, którzy w tym czasie przejęli majątki kościelne w mieście i jego okolicach. W skład tej posiadłości wchodziła ponadto łąka u ujścia Jaszkówki, za Nysą Kłodzką zwana Comthur Wiese (obecnie częściowo na tym terenie znajduje się osiedle Krzyżna Góra). Po przejęciu kościoła i komandorii joannitów przez miasto, Kościelniki stały się folwarkiem miejskim. W 1413 roku czynsz z niego w wysokości 2 marek płacił z niego niejaki Nicklas Gobil.
W XVIII wieku w pobliżu istniejącego już folwarku powstał drugi, zwany Wallishof, którego posiadaczem był hrabia Georg Olivier von Wallis, który w tym czasie pełnił urząd starosty kłodzkiego. W późniejszym okresie i ten folwark został przejęty przez miasto. Mimo to oba te folwarki były często dzierżawione przez władze miejskie lub nawet sprzedawane w prywatne ręce. W 1818 roku Kościelniki zostały oficjalnie włączone w granice Kłodzka.
W latach 1937–1945 na polach pomiędzy Kłodzkiem a Szalejowem Dolnym, należących do posiadłości Münchhausenów, funkcjonowało wojskowe lotnisko polowe Feldflugplatz Komturhof, skąd startowały samoloty mające na celu rozpoznanie lotnicze. Szczególne znaczenie lotnisko zdobyło wtedy, gdy front osiągnął granicę Śląska (2. poł. stycznia 1945). W czasie oblężenia Wrocławia samoloty przywoziły ciężko rannych do szpitala w Kłodzku.
Po zakończeniu II wojny światowej i przejęciu Kłodzka przez Polskę w 1945 roku w obu folwarkach ulokowano Państwowe Gospodarstwo Rolne „Książówka”, która to nazwa przez pewien czas określała cały obszar tej dzielnicy. Poza tym przy starszym z nich powstało także niewielkie osiedle i nowe budynki gospodarcze. Mieściła się tu także Stacja Doświadczalna Oceny Odmian.
W latach 2016–2018 przez środkową część dzielnicy poprowadzono zachodni odcinek obwodnicy Kłodzka. Od 2017 roku we wschodniej części Kościelnik przy ul. Letniej powstaje tzw. Osiedle Wiosenne złożone z 5 wielorodzinnych bloków mieszkalnych, którego inwestorem jest wrocławska firma budowlana Skomar.

## Administracja
Kościelniki od zawsze dzieliły losy polityczno-administracyjne Kłodzka, będąc jego folwarkiem. Zostały oficjalnie do niego włączone w 1818 roku. Po zakończeniu II wojny światowej znalazł się w granicach Polski. Jako część Kłodzka weszły w skład powiatu kłodzkiego w województwie wrocławskim. Z kolei po zmianach w administracji terenowej w latach 70. XX wieku weszły w skład województwa wałbrzyskiego. W 1999 roku ponownie reaktywowano powiat kłodzki, który wszedł w skład województwa dolnośląskiego.
Na terenie Kłodzka nie występują pomocnicze jednostki administracyjne, takie jak: osiedla, czy dzielnice, dlatego też o większości spraw decyduje samorząd miejski, którego siedziba znajduje się na placu Bolesława Chrobrego, na Starym Mieście. Mieszkańcy wybierają do Rady Miasta pięciu radnych co 5 lat (do 2018 co 4 lata), tworząc okręg wyborczy nr 4, wraz z całą zachodnią częścią miasta.

## Edukacja i kultura
Kościelniki pozbawione są placówek kulturalno-oświatowych. Dzieci w wieku 7–15 lat z obszaru ul. Letniej pobierają naukę w mieszczącej się przy ul. Bohaterów Getta 22 – Szkole Podstawowej nr 6 im. Unii Europejskiej, natomiast pozostała część dzielnicy przypisana jest do obwodu Szkoły Podstawowej nr 3 im. kpt. Stanisława Betleja położonej przy ul. Jana Pawła II 4. Po ukończeniu podstawówki młodzież kontynuuje dalsze kształcenie w większości w szkołach średnich położonych w centrum miasta.

## Religia

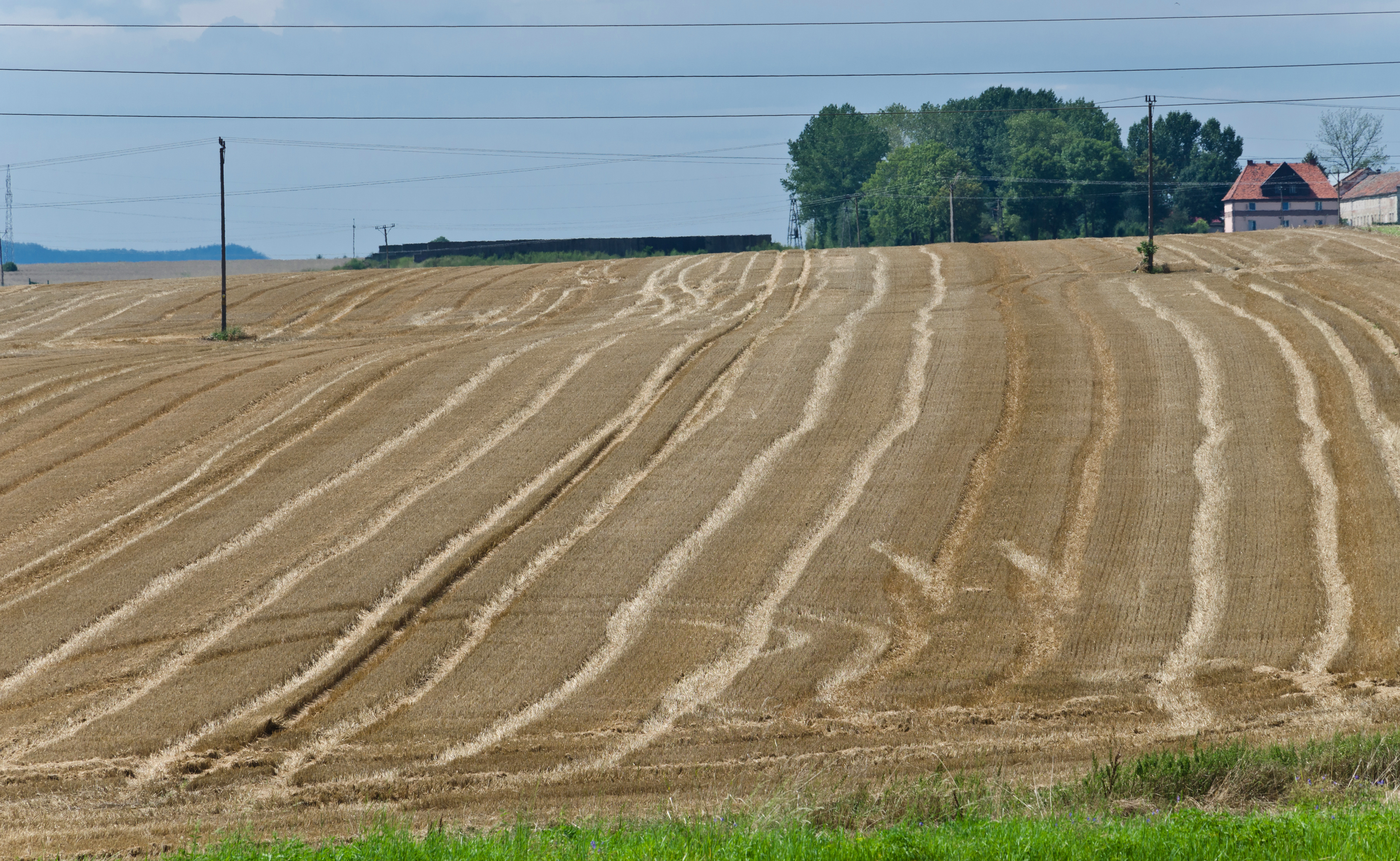
Widok ogólny na pola uprawne należące do Kościelnik (Komturhof), od strony osiedla Kruczkowskiego

Większość mieszkańców Kościelnik stanowią wyznawcy Kościoła rzymskokatolickiego. Dzielnica wchodzi w skład katolickiej parafii Podwyższenia Krzyża Świętego w Kłodzku, która obejmuje swoim zasięgiem całą zachodnią część miasta. Została ona utworzona w 1982 roku z wydzielenia z parafii Wniebowzięcia Najświętszej Maryi Panny, najstarszej jednostki kościelnej w mieście, której korzenie sięgają czasów średniowiecza. Parafia ta wchodzi w skład diecezji świdnickiej. Siedziba parafii Podwyższenia Krzyża Świętego znajduje się na terenie osiedla im. Kruczkowskiego.

## Architektura i urbanistyka
Współczesne Kościelniki zachowały w całości swój układ urbanistyczny, który został ostatecznie ukształtowany w okresie nowożytnym. Składają się na niego dwa zespoły dawnych folwarków miejskich (Komturhof i Wallishof). Na ich terenie zachowały się stare budowle mieszkalne i gospodarcze, murowane z XVIII wieku, w tym m.in. dom przy ul. Lisiej 6 z 1763 roku, który został przebudowany w 1848 roku. Cechą wspólną łączącą oba folwarki jest to, iż ich zabudowa koncentruje się wokół dziedzińców-majdanów, do których prowadzą bramy z końca XVIII wieku o cechach barokowych.
We wschodniej części dzielnicy na granicy z osiedlem im. Leona Kruczkowskiego przy ul. Letniej rozpoczęto w 2016 roku wznoszenie nowego osiedla złożonego w kilku bloków wielorodzinnych.
W skład Kościelnik wchodzą 3 ulice:
- ul. Dusznicka (częściowo)
- ul. Letnia
- ul. Lisia

Najcenniejszym zabytkiem na terenie Kościelnik jest położony aktualnie w polu Kamienny Krzyż Męki Pańskiej z 21 maja 1721 roku. Powstał on zapewne w miejscu którędy dawniej przebiegała droga z Kłodzka do pobliskiego folwarku Komturhof.

## Rekreacja
Na terenie osiedla istnieją przydomowe niewielkie ogródki działkowe, które znajdują się wokół bloków powstałych w czasach PRL.

## Gospodarka
Kościelniki pozbawione są ze względu na swoje niewielkie zaludnienie jakiejkolwiek infrastruktury handlowo-usługowej. W północnej części dzielnicy na terenie należącym do 1983 roku do Mikowic działa Stacja Hydrologiczno-Meteorologiczna Instytutu Meteorologii i Gospodarki Wodnej oraz Stacja Doświadczalna Oceny Odmian. W związku z budową we wschodniej części Kościelnik Osiedla Wiosennego przy ul. Letniej 14 powstał pierwszy sklep spożywczy – Żabka.

## Infrastruktura

### Transport
Przez północną granicę Kościelnik przechodzi ważna trasa europejska nr 8 (E67) z Kudowy-Zdroju do przejścia granicznego z Litwą w Budzisku. Pozostałe drogi przebiegające przez dzielnicę mają status lokalnych dróg gminnych. W latach 2016–2018 po wielu latach starań doszło do wybudowania obwodnicy Kłodzka, której zachodni odcinek przebiega przez środek Kościelnik. Stanowi ona początek drogi krajowej nr 33 prowadzącej z Kłodzka do Międzylesia i granicy państwa z Czechami w Boboszowie.

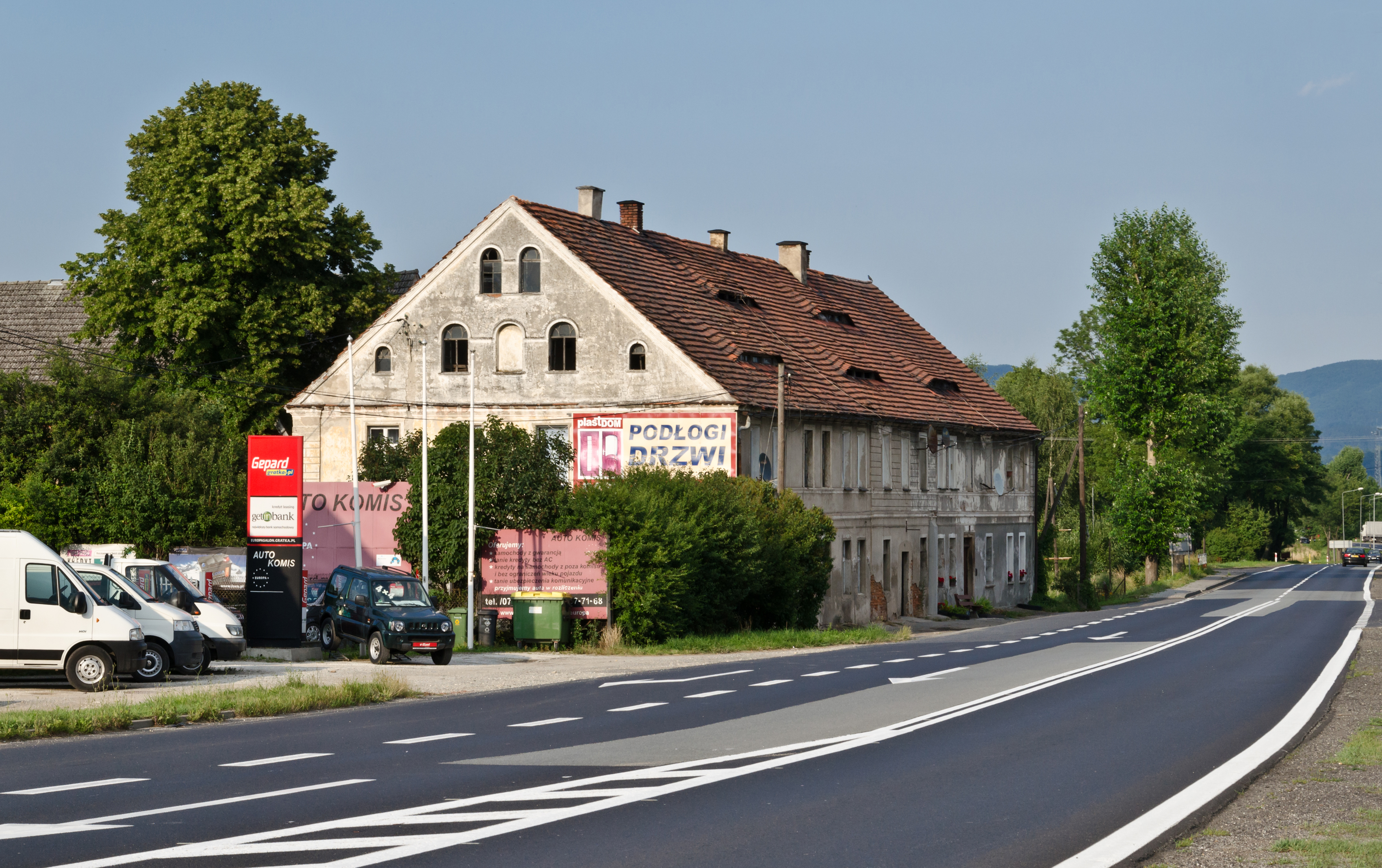
Ulica Lisia

### Komunikacja
Aktualnie na terenie Kościelnik mieszkańcy nie mają dostępu do transportu miejskiego. Dawniej komunikację miejską i podmiejską obsługiwał PKS Kłodzko. Trasy dwóch linii autobusowych przechodziły przez północną granicę dzielnicy (ul. Dusznicka). Mimo to nie znajdował się tutaj żaden przystanek autobusowy, co wynika ze znacznej odległości od zabudowań mieszkalnych.
Liniami prowadzonymi przez PKS Kłodzko i przechodzącymi przez dzielnicę były:
- 2: Łużycka – Pl. Jedności – Kościuszki – Dusznicka – Szalejów Dolny
- 5: Łużycka – Pl. Jedności – Kościuszki – Dusznicka – Piszkowice/Kamieniec

### Bezpieczeństwo
W zakresie ochrony przeciwpożarowej oraz innych miejscowych zagrożeń – Kościelniki podlegają pod rejon działania Powiatowej Straży Pożarnej, mieszczącej się przy ul. Traugutta 7 oraz Komendy Powiatowej Policji w Kłodzku przy pl. Chopina 2. Funkcję dzielnicowego pełni asp. sztab. Rafał Pietrołaj dla ul. Wielisławskiej (Rejon Służbowy nr 6). Ponadto dzielnica została przypisana do VI Rejonu Służbowego Straży Miejskiej w Kłodzku. Patrole pełni tutaj dwóch strażników miejskich: st. insp. Robert Garbowski oraz mł. strażnik Arkadiusz Pawłowicz.